# 大仁大勇
大仁大勇（日語：ビッグアーサー），是日本純種競賽馬匹。生涯活躍於短途賽事，曾於2016年奪得高松宮紀念冠軍。

## 出賽前
2011年3月18日出生於北海道浦河町青竹牧場，成長途中被馬主中辻明於拍賣會中以1102萬日圓購入。
其後交由栗東訓練中心練馬師藤岡健一訓練。

## 競賽生涯

### 3歲
2014年3月4日出戰福島競馬場的3歲未勝利戰，由藤岡康太策騎，並以優秀的速度奪得勝利。
其後運輸途中受傷，需要進入長期休養。

### 4歲
經過長達10個月的休養，2015年2月出戰條件戰八代特別，輕鬆以2 1/2馬位優勢獲勝。
其後出戰岡崎特別，採用中團戰術配搭直路上的抹腳速度，再次輕鬆獲勝。
4月11日出戰淀屋橋錦標，雖然比賽途中發身蹄鐵跌落事故，但仍然無阻其於直路跑出全場最快末腳並以頸位壓過對手獲勝。
6月出戰水無月錦標，比賽途中再次於中團等待時機，最終於直路成功衝出，以全場第二快末腳的姿態取得五連勝。
其後出戰北九州紀念，爲其首次挑戰分級賽。比賽開始後，其選擇留後，並於直路開始發力加速衝刺。可惜，由於其所處位置未能最大程度發揮其末腳實力，最終以1 1/2馬位落後於黃鶯出谷獲得亞軍。
陣營原定安排其出戰短途馬錦標，但因爲累積獎金不足而被排出於出戰名單外，因而改爲出戰公開賽蛋白石錦標，再次以輕鬆的姿態獲勝。
12月26日出戰京阪盃，獲得第一人氣。比賽開始後，其一改以往留於中團的戰術，選擇於先頭位置推進。進入直路後，雖然其奮力加速，但並未能追上和其一樣處於前方的野薔薇，其後又被後方的舞蹈總監超越，最終獲得第三。

### 5歲
2016年首戰爲絲路錦標，改爲由杜滿萊策騎。比賽開始後，其於中團位置推進，但進入直路後未能進一步加速，最終以第五落敗
其後出戰高松宮紀念，爲其首次挑戰一級賽，並且再次更換騎師，由福永祐一策騎。比賽開始後，Laurel Veloce隨即領放製造出快步速，而大仁大勇則於前方的位置推進。進入直路後，其處於有利位置，並於直路中段超越率先衝出的覓奇島，最終以打破中京競馬場1200米賽道的1分6.7秒的時間成功奪得首個一級賽冠軍。是次勝利，亦成功爲練馬師藤岡健一奪得首個一級賽頭銜。

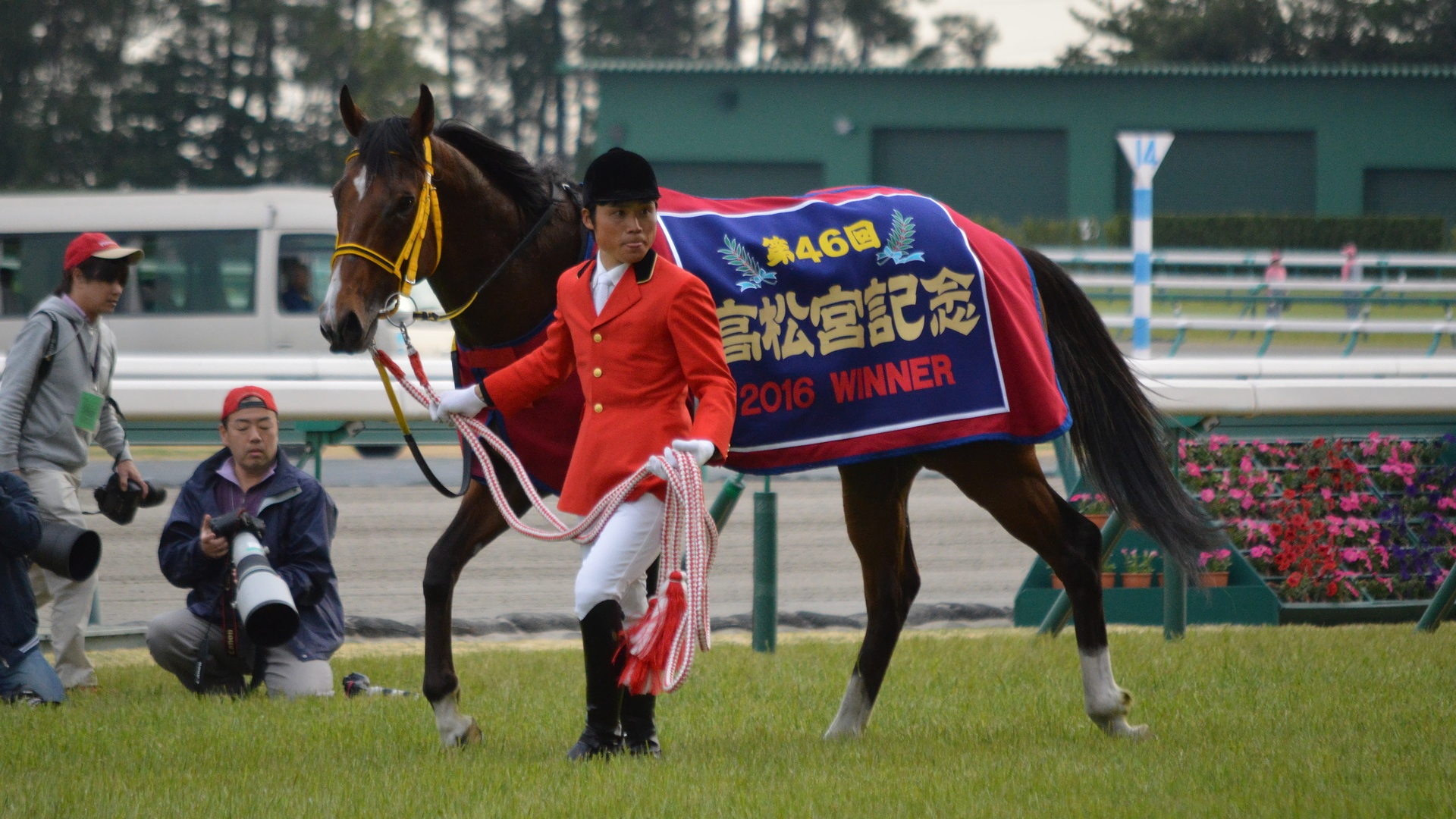
高松宮紀念頒獎儀式

完成賽事後，陣營安排其放草，爲秋季的賽事作準備。
9月11日出戰秋季首戰人馬錦標，獲得第一人氣。比賽開始後，其搶佔位置領放，並成功一放到底再次奪得分級賽冠軍。

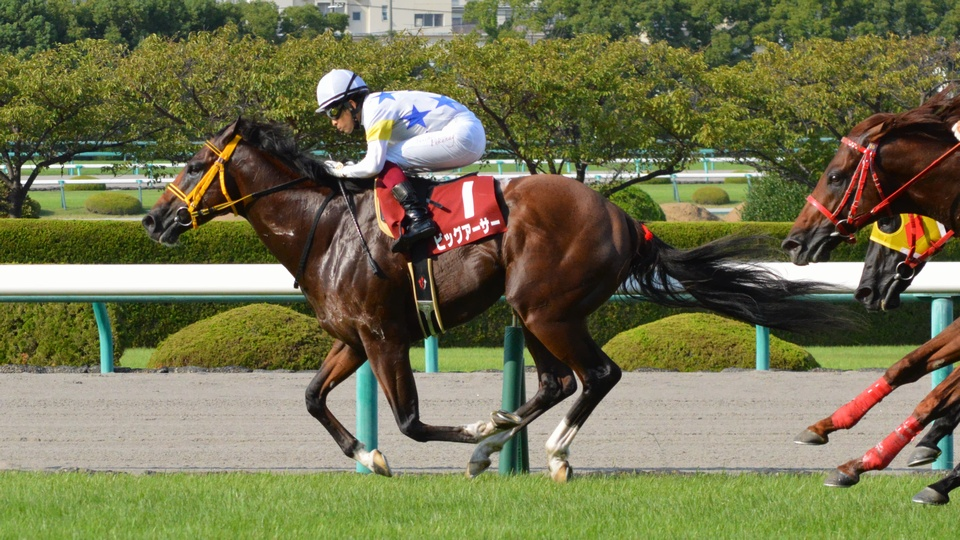

10月2日出戰短途馬錦標，劍指稱霸春秋短途賽。比賽途中，其處於有利位置，但於通過最後彎道進入直路時，被其他馬匹阻擋並處於最內欄位置。最終其無法由馬群突破加速，以第十二大敗。
陣營其後安排其遠征香港，出戰香港短途錦標，由於賽前一星期主戰騎師福永落馬受傷，本次比賽由莫雅代打策騎。雖然獲得第一人氣並勢頭良好，但最終未能發揮實力以第十大敗。

### 6歲
2017年原定繼續以高松宮紀念爲目標，但因爲左前腳腳筋挫傷而未能出戰，進入長期休養。
秋季時，原本將於人馬錦標復出，但再次被發現左前腳蹄球有疼痛即跡象，因而推遲復出日期。
10月1日終於復出出戰短途馬錦標，雖然於比賽途中曾經爬升至第二名，但於直路上未能保持速度，最終以第六完賽。
其後陣營宣佈安排其退役，並於10月6日取消於日本中央競馬會的賽駒註冊。

### 詳細賽績
| 日期       | 舉辦國家/地區 | 馬場 | 距離   | 級別 | 賽事名稱     | 負重 | 騎師     | 馬號 | 出馬 | 名次 | 時間    | 頭馬（二馬）          |
| ---------- | ------------- | ---- | ------ | ---- | ------------ | ---- | -------- | ---- | ---- | ---- | ------- | --------------------- |
| 13/4/2014  | 日本          | 福島 | 草1200 |      | 3歲未勝利    | 56   | 藤岡康太 | 16   | 16   | 1    | 1:09.5  | （Crown Iris）        |
| 28/2/2015  | 日本          | 小倉 | 草1200 |      | 八代特別     | 57   | 藤岡康太 | 17   | 18   | 1    | 1:07.9  | （Yamano Hayabusa）   |
| 29/3/2015  | 日本          | 中京 | 草1200 |      | 岡崎特別     | 56   | 藤岡康太 | 14   | 18   | 1    | 1:08.6  | （丁字湖）            |
| 11/4/2015  | 日本          | 阪神 | 草1200 |      | 淀屋橋錦標   | 57   | 濱中俊   | 8    | 12   | 1    | 1:09.   | （Epoisses）          |
| 20/6/2015  | 日本          | 阪神 | 草1200 |      | 水無月錦標   | 57   | 藤岡康太 | 7    | 13   | 1    | 1:08.1  | （Forevermore）       |
| 23/8/2015  | 日本          | 小倉 | 草1200 | GIII | 北九州記念   | 55   | 藤岡康太 | 5    | 18   | 2    | 1:07.5  | 黃鶯出谷              |
| 11/10/2015 | 日本          | 京都 | 草1200 | OP   | 蛋白石錦標   | 57   | 藤岡康太 | 4    | 16   | 1    | 1:06.7  | （Makoto Nawaratana） |
| 29/11/2015 | 日本          | 京都 | 草1200 | GIII | 京阪盃       | 56   | 藤岡康太 | 4    | 15   | 2    | 1:07.4  | 蓋世俠盜              |
| 26/12/2015 | 日本          | 阪神 | 草1400 | GII  | 阪神盃       | 57   | 藤岡康太 | 1    | 17   | 3    | 1:21.6  | 野薔薇                |
| 31/1/2016  | 日本          | 京都 | 草1200 | GIII | 絲路錦標     | 57   | 杜滿萊   | 16   | 16   | 5    | 1:08.5  | 舞蹈總監              |
| 27/3/2016  | 日本          | 中京 | 草1200 | GI   | 高松宮紀念   | 57   | 福永祐一 | 4    | 18   | 1    | 1:06.7  | （覓奇島）            |
| 11/9/2016  | 日本          | 阪神 | 草1200 | GII  | 人馬錦標     | 58   | 福永祐一 | 1    | 13   | 1    | 1:07.6  | （暴君尼祿）          |
| 2/10/2016  | 日本          | 中山 | 草1200 | GI   | 短途馬錦標   | 57   | 福永祐一 | 1    | 16   | 12   | 1:08.0  | 彎刀赤駿              |
| 11/12/2016 | 香港          | 沙田 | 草1200 | GI   | 香港短途錦標 | 57   | 莫雅     | 6    | 13   | 10   | 1.09.47 | 友瑩格                |
| 1/10/2017  | 日本          | 中山 | 草1200 | GI   | 短途馬錦標   | 57   | 福永祐一 | 10   | 16   | 6    | 1:07.8  | 彎刀赤駿              |

## 退役後
退役後，大仁大勇成為了配種馬，於北海道新日高町Arrow Stud休養，於2018年進行配種。首批子嗣於2019年出生。首批子嗣可於2021年出賽，在7月17日已經有中央的賽駒在新馬賽中取勝。2022年7月16日，Bouton d'Or在函館兩歲錦標取勝，成為了首匹勝出分級賽的子嗣。

### 主要子嗣

#### 分級賽優勝子嗣
2019年生
- 濠城（兩次京阪盃、海洋錦標、人馬錦標、京王盃春季盃）

2020年生
- Bouton d'Or（函館兩歲錦標）
- 偉大凱撒（京阪盃）
- 五雪峰（阪急盃）

## 血統簡介
父系櫻花進王爲日本賽駒，生涯稱霸短途賽事，於1993及1994年連霸短途馬錦標。祖父Sakura Yutaka O亦爲日本賽駒，生涯戰績優秀，曾於1986年勝出秋季天皇賞。
母系Siyabona爲美國生產的英國賽駒，生涯出戰五場未得一勝， 外祖父金滿寶爲美國生產的法國賽駒，曾三勝一級賽，亦爲近代著名種馬之一。

### 血統表
| 父線：Tesco Boy系（Princely Gift系）        |                                |             |                |
| 種馬 櫻花進王 1989年（棗色）                | Sakura Yutaka O 1982年（栗色） | Tesco Boy   | Princely Gift  |
| 種馬 櫻花進王 1989年（棗色）                | Sakura Yutaka O 1982年（栗色） | Tesco Boy   | Suncourt       |
| 種馬 櫻花進王 1989年（棗色）                | Sakura Yutaka O 1982年（栗色） | Angelica    | Never Beat     |
| 種馬 櫻花進王 1989年（棗色）                | Sakura Yutaka O 1982年（栗色） | Angelica    | Star Highness  |
| 種馬 櫻花進王 1989年（棗色）                | Sakura Hogaromo 1984年（棗色） | 北方風味    | 北地舞人       |
| 種馬 櫻花進王 1989年（棗色）                | Sakura Hogaromo 1984年（棗色） | 北方風味    | Lady Victoria  |
| 種馬 櫻花進王 1989年（棗色）                | Sakura Hogaromo 1984年（棗色） | Clear Amber | Ambiopoise     |
| 種馬 櫻花進王 1989年（棗色）                | Sakura Hogaromo 1984年（棗色） | Clear Amber | One Clear Call |
| 繁殖雌馬 Suyabonn 2005年（棗色）            | 金滿寶 1990年（棗色）          | 淘金者      | Raise a Native |
| 繁殖雌馬 Suyabonn 2005年（棗色）            | 金滿寶 1990年（棗色）          | 淘金者      | Gold Digger    |
| 繁殖雌馬 Suyabonn 2005年（棗色）            | 金滿寶 1990年（棗色）          | Miesque     | 雷利耶夫       |
| 繁殖雌馬 Suyabonn 2005年（棗色）            | 金滿寶 1990年（棗色）          | Miesque     | Pasadoble      |
| 繁殖雌馬 Suyabonn 2005年（棗色）            | Relish 1999年（棗色）          | 鞍匠井      | 北地舞人       |
| 繁殖雌馬 Suyabonn 2005年（棗色）            | Relish 1999年（棗色）          | 鞍匠井      | Fairy Bridge   |
| 繁殖雌馬 Suyabonn 2005年（棗色）            | Relish 1999年（棗色）          | Reloy       | Liloy          |
| 繁殖雌馬 Suyabonn 2005年（棗色）            | Relish 1999年（棗色）          | Reloy       | Rescousse      |
| 雌系：號族：10-e                            |                                |             |                |
| 五代內近親交配：北地舞人 4×5×4、Special 5×5 |                                |             |                |

## 命名由來
名字中，Big（ビッグ）帶有偉大的意思，而Arthur（アーサー）則是歐美常用人名，出自不列顛傳說中的國王亞瑟王，兩者結合則是「偉大的亞瑟」。香港則結合兩部分所代表的意思，翻譯为「大仁大勇」。

## 外部連結
- 大仁大勇 neitkeiba.com （页面存档备份，存于）
- 血統表 （页面存档备份，存于）